# Goochland
Goochland eller Goochland Courthouse är administrativ huvudort i Goochland County i Virginia. Vid 2010 års folkräkning hade Goochland 861 invånare. Domstolsbyggnaden i Goochland byggdes 1826.